# (33257) 1998 HS37
1998 HS37 (asteroide 33257) é um asteroide da cintura principal. Possui uma excentricidade de 0.03135330 e uma inclinação de 2.40693º.
Este asteroide foi descoberto no dia 20 de abril de 1998 por LINEAR em Socorro.